# 壺形吸虫症
壺形吸虫症（つぼがたきゅうちゅうしょう、英:pharyngostomosis）とは壺形吸虫（Pharyngostomum cordatum）寄生を原因とする寄生虫病。壺形吸虫の虫卵は黄褐色であり、小蓋を有し、卵殻表面はメロン皮様の模様が認められる。終宿主はネコであり、十二指腸から空腸上部に寄生する。糞便とともに排泄された虫卵は水中で孵化し、ミラシジウムへと発育する。ミラシジウムは第一中間宿主であるヒラマキガイモドキの体表より侵入し、スポロシスト、レジア、セルカリアへと発育する。セルカリアは第一中間宿主より遊出し、第二中間宿主であるカエルあるいはオタマジャクシの体内へ侵入し、その筋肉でメタセルカリアへと発育する。その第二中間宿主を捕食することにより終宿主への寄生が成立する。壺形吸虫症の症状は、下痢、食欲不振、栄養障害、削痩などであり、糞便材料よりMGL法などの沈澱集卵法により虫卵を検出することにより診断する。治療にはプラジカンテルが有効。